# Municipio de St. Bernard
El municipio de St. Bernard (en inglés: St. Bernard Township) es un municipio ubicado en el condado de Platte en el estado estadounidense de Nebraska. En el año 2010 tenía una población de 502 habitantes y una densidad poblacional de 5,44 personas por km².

## Geografía
El municipio de St. Bernard se encuentra ubicado en las coordenadas 41°41′33″N 97°38′59″O / 41.69250, -97.64972. Según la Oficina del Censo de los Estados Unidos, el municipio tiene una superficie total de 92.21 km², de la cual 92,16 km² corresponden a tierra firme y (0,06 %) 0,05 km² es agua.

## Demografía
Según el censo de 2010, había 502 personas residiendo en el municipio de St. Bernard. La densidad de población era de 5,44 hab./km². De los 502 habitantes, el municipio de St. Bernard estaba compuesto por el 98,61 % blancos, el 0,6 % eran de otras razas y el 0,8 % eran de una mezcla de razas. Del total de la población el 1 % eran hispanos o latinos de cualquier raza.